# Sportello unico per le attività produttive
Lo sportello unico per le attività produttive (abbreviato S.U.A.P.) è uno strumento di semplificazione amministrativa che mira a coordinare tutti gli adempimenti richiesti per la creazione di imprese, al fine di snellire e semplificare i rapporti tra la pubblica amministrazione italiana e i cittadini.

## Disciplina normativa
Per ridurre ad unità le molteplici procedure amministrative da attivare presso vari enti per creare un'impresa, l'Unione europea ha chiesto agli Stati membri di creare dei "punti unici di contatto", dove l'impresa, anche straniera, trovasse tutte le informazioni e potesse avviare le pratiche per iniziare un'attività. 
La logica è quella della richiesta unica, sulla base del principio di semplificazione once only: l'impresa chiede cosa deve fare per iniziare l'attività e lo sportello inoltra la domanda a tutti gli enti competenti, raccoglie le relative risposte e le comunica in forma unificata all'impresa. 
La procedura per funzionare correttamente deve essere esclusivamente telematica e l'impresa non deve rivolgersi, prima o dopo averla attivata,  ad enti diversi dal SUAP, ma interloquire solo con lo sportello.
Il legislatore italiano ha introdotto lo sportello unico per le attività produttive con il DPR n. 447/1998, poi modificato dal d.P.R. n. 40/2000, e ne ha definito gli aspetti operativi sin d.lgs. 31 marzo 1998, n. 112; ma, per arrivare al regolamento governativo di attuazione, "è stato necessario, come si apprende dal preambolo del regolamento, porre in essere il seguente iter: una deliberazione preliminare del consiglio dei ministri; un parere della conferenza unificata Stato-regioni; un parere del Consiglio di Stato; un parere delle competenti commissioni parlamentari, della camera e del senato, e ben due deliberazioni finali del consiglio dei ministri (perché dopo la prima erano sopravvenuti dei ripensamenti ministeriali)". Il governo italiano gestisce un portale nazionale in cui l'impresa trova normative di riferimento e contatti del SUAP competente.

Il D.P.R. 7 settembre 2010, n. 160 costituisce il nuovo regolamento per la disciplina e la semplificazione dello sportello In base al nuovo regolamento, il SUAP è: 
Il D. Lgs. 26 marzo 2010, n. 59, emanato ai fini del recepimento della cosiddetta direttiva Bolkestein ha ribadito l'istituzione dei SUAP telematici presso il comune, che può crearlo in forma singola o associata tra più comuni.. Nel caso i comuni non siano in grado di attivare lo sportello con i propri sistemi informatici,  possono delegare la locale camera di commercio, con apposita convenzione. Le camere di commercio mettono a disposizione dei comuni il loro sistema SUAP telematico su richiesta, in genere senza costi aggiuntivi. 
Tutti i dati delle pratiche archiviate nel SUAP confluiscono nel "fascicolo informatico d'impresa", e sono accessibili direttamente sia gli enti pubblici dal portale "Verifichepa" che alle imprese dotate di CNS o SPID,  tramite il "cassetto digitale dell'imprenditore", un'applicazione gratuita a loro disposizione.

Il comma 4 dell'Art.2 del D.P.R. n. 160/2010, tuttavia, esclude dal campo di applicazione del S.U.A.P., tra gli altri, 
 come ad esempio gli impianti e le reti di trasmissione e distribuzione dell'energia elettrica.
Il D.P.R. n. 161/2001 semplifica i requisiti di utilizzo delle sportello unico regionale di internazionalizzazione delle attività produttive, istituito nel 1998. La norma identifica un responsabile unico del procedimento col quale il cittadino si interfaccia per chiedere tutte le autorizzazioni di legge entro un termine generale di novanta giorni, derogabile dai regolamenti delle singole pubbliche amministrazioni. Per semplificare l'iter, il responsabile può chiedere al ministro delle attività produttive o alla regione di istituire una conferenza di servizi.

## Procedimento
Il portale del SUAP permette di presentare le seguenti procedure di inizio attività:
- Segnalazione certificata di inizio attività o SCIA ai sensi dell'art. 19 della L.241/1990 (l'attività può iniziare immediatamente sulla base di autocertificazioni dell'impresa, che la P.A. controlla entro 30 o 60 giorni)

- procedimento ordinario (l'attività inizia solo se e quando la PA rilascia la relativa autorizzazione)

- comunicazione (l'attività può iniziare subito; la P.A. ne prende atto)

Il procedimento può essere di due tipi:
- un procedimento semplificato, della durata di 90 giorni nel quale le singole amministrazioni competenti esaminano il progetto e rilasciano un parere o nulla osta. Il SUAP riceve l'istanza corredata dalla necessaria documentazione e inoltra le richieste di parere tecnico agli uffici coinvolti nel procedimento. Entro 30 giorni questi possono richiedere tramite il SUAP eventuale documentazione integrativa. Quando tutti gli uffici si sono espressi positivamente il procedimento si conclude con un provvedimento unico di autorizzazione. In presenza di un parere negativo il SUAP trasmette la pronuncia al richiedente entro 3 giorni e il procedimento si intende concluso. In tal caso il richiedente può richiedere la convocazione di una conferenza di servizi per concordare le condizioni per superare la pronuncia negativa;
- un procedimento autocertificato, della durata di 45/60 giorni nel quale il SUAP riceve l'istanza corredata da autocertificazioni attestanti la conformità del progetto alle norme vigenti redatte da professionisti abilitati e sottoscritte dal legale rappresentante. Copia della documentazione viene trasmessa a cura del SUAP agli uffici competenti per le verifiche. Allo scadere del termine, qualora gli uffici non si siano espressi, le verifiche si intendono concluse positivamente per silenzio assenso.

È possibile operare tramite strutture, infrastrutture e reti già realizzate: è previsto anche il ricorso al sistema informatico delle camere del commercio e l'utilizzo del sistema pubblico di connettività per automatizzare ulteriormente i procedimenti tra gli enti interessati.

## Requisiti tecnici
Le infrastrutture tecnologiche richieste sono: PC, linea ADSL, casella PEC, firma digitale con smart card (dispositivo di firma digitale con lettore), o firma digitale con dispositivo USB o token. Il portale permette di accedere anche con SPID, ma senza firma digitale non è possibile inviare le pratiche.
- Tramite la casella di PEC istituzionale si può ricevere e inviare la documentazione tra le imprese e PA. Trasmettere atti, comunicazioni e relativi allegati alle altre amministrazioni comunque coinvolte nel procedimento e ricevere dalle stesse comunicazioni e atti in formato elettronico;
- firma digitale necessaria per la sottoscrizione degli atti in formato elettronico;
- utilizzo di un qualsiasi software che permette di leggere documenti firmati digitalmente in grado di elaborare file firmati in modo conforme a quanto deliberato dalla CNIPA;
- protocollazione informatica della documentazione in entrata e in uscita, per la certificazione della corrispondenza, come previsto dal D.P.R. 28 dicembre 2000, n. 445 e dal DPCM del 31 ottobre 2000;

## Portale impresainungiorno.gov.it
Il sito web dedicato al SUAP www.impresainungiorno.gov.it (portale nazionale a pagamento realizzato dalle camere di commercio)  pubblica tutte le informazioni aggiornate sulle norme e sui procedimenti amministrativi di competenza del Suap; questa informazioni sono accessibili a tutti liberamente nella sezione "Informati". 
Inoltre, previa registrazione dell'imprenditore e/o dell'intermediario,  permette nella sezione "Invia la pratica" di creare direttamente il modulo on-line per il SUAP o di allegare le modulistiche di riferimento del comune. Con la funzione " My page" da anche la possibilità agli utenti di tenere le pratiche in bozza prima di spedirle e una volta spedite, di verificare lo stato di avanzamento delle pratiche inviate.